# Taira no Kiyomori

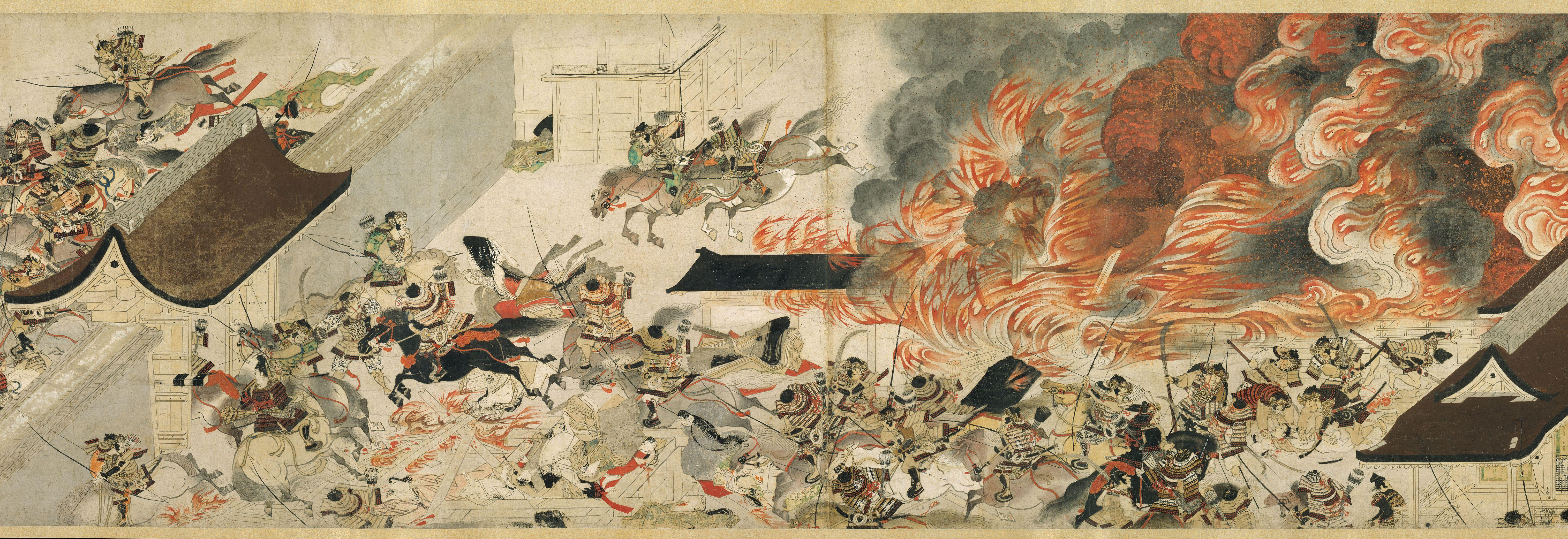
Ataque de Minamoto no Yoshitomo ao Palácio de Sanjô.

Taira no Kiyomori (平 清盛 1118 - 1181) era um nobre japonês do final do Período Heian. Era o líder do clã Taira e pela sua acção os samurai passaram a ter uma influência determinante no governo do Japão.
Depois da morte de seu pai, Taira no Tadamori, em 1153, tornou-se o chefe do clã Taira e, aliando-se a Minamoto no Yoshitomo, líder do clã Minamoto esteve envolvido na disputa pela sucessão imperial conhecida como a revolta de Hogen, contribuindo para a ascensão ao trono do  Imperador Nijô (Morihito). Como resultado da revolta de Hogen os clãs Taira e Minamoto tornaram-se os mais poderosos do país e, também, perigosos rivais.
Esta rivalidade vai culminar em 1159, no que se chamou a Rebelião Heiji. Quando Taira no Kiyomori se dirigiu a Quioto, com a sua família, numa peregrinação pessoal, Minamoto no Yoshitomo viu a oportunidade para atacar o Palácio de Sanjô, prendendo o Imperador Nijô e obrigando-o a nomear chanceler o seu aliado Fujiwara no Nobuyori, assim reforçando o seu poder.
Após regressar a casa, Taira no Kiyomori consegue organizar as suas forças para um ataque decisivo ao Palácio de Sanjô. Deste conflito, emerge vitorioso, tendo Minamoto no Yoshitomo e os seus dois filhos falecido na batalha.
Como chefe incontestável da família mais poderosa do Japão, Kiyomori, estava numa posição invejável para influenciar o Imperador. Consegue, em 1167, durante o curto reinado do Imperador Rokujō (Yorihito) ser o primeiro membro de uma família guerreira a ser nomeado Daijō Daijin, isto é: Primeiro Ministro e administrador, de facto, do governo imperial.
Em 1169, com a morte de sua filha Moriko, a cujos cuidados Motomichi fora confiado em sua infância, Kiyomori e o ex-imperador Go-Shirakawa, tiveram uma grande queda de braço. A pedido de Motofusa, Go-Shirakawa expropriou todas as terras que pertenciam a Motomichi e as deu a Motofusa. Além disso, após a morte de Shigemori pouco tempo depois, o mesmo procedimento foi feito. Cabe salientar que todas essas terras eram Fujiwara e foram entregue aos Taira com a morte de Konoe Motozane. Motomichi também sai prejudicado, embora líder legal dos Fujiwara, sendo neto de Kiyomori, e com idade legal, lhe fora negado o cargo de Chūnagon, e dado ao filho de Motofusa, Moroie.
Kiyomori se sentiu desafiado. Partindo de sua casa de campo em Fukuhara, na província de Settsu, à frente de uma grande tropa, colocou o ex-imperador em confinamento rigoroso no palácio Toba, segregando-o completamente do mundo oficial e privando-o de todas as funções administrativas, baniu Motofusa e o Daijō Daijin Fujiwara no Moronaga, ele demitiu os trinta e nove altos funcionários que serviam Go-Shirakawa, nomeou Motomichi para o cargo de Kanpaku, e a Munemori, deu a função de guardar Quioto, dando-lhe fortes guarnições de tropas leais aos Taira ao norte e ao sul da capital.
Depois disso, Kiyomori se envolveu em intrigas da corte, obtendo cargos e privilégios para os seus parentes e aliados. Em 1171 consegue mesmo casar a sua filha, Taira no Tokuko, com o Imperador Takakura. Desta união nasce em 1178 o Príncipe Tokuhito, que será coroado com o nome de Imperador Antoku, assim ligando o nome dos Taira à linhagem real.Taira no Kiyomori, exerce a governação como regente em nome do seu neto, que tinha apenas dois anos de idade.
Esta situação desperta o receio e a inveja dos seus rivais. Assim, em 1180 o Príncipe  Mochihito, irmão do Imperador Takakura, com o apoio dos antigos inimigos dos Taira, os Minamoto, revolta-se, iniciando o que se chamam as Guerras Genpei, que há de levar à queda do poder dos Taira em 1185.
Taira no Kiyomori morre de causas naturais em 1181, deixando o seu filho Taira no Munemori, no comando da família.